# ادوارد هرون آلن
ادوارد هرون آلن (به انگلیسی: Edward Heron-Allen) نویسنده، دانشمند و ادیب انگلیسی بود. او برای ترجمه آثار خیام و باباطاهربه انگلیسی شهرت دارد.
او در سال ۱۹۰۲ میلادی کتابی به نام زاری باباطاهر (به انگلیسی: The lament of Bābā Tāhir) منتشر کرد.